# Julien Pinot
Pour les articles homonymes, voir Pinot.
Pour les articles ayant des titres homophones, voir Pineau et Pinault.
Julien Pinot, né le 16 avril 1987 à Mélisey (Haute-Saône), est un entraîneur français spécialisé dans le cyclisme.
Il est le frère et l'entraîneur de Thibaut Pinot.

## Biographie
Julien Pinot commence une carrière de coureur cycliste au AC Bisontine puis au CC Étupes à partir de 2008. En 2007, il remporte deux courses, et termine notamment 7e du Loire-Atlantique espoirs, manche du Challenge national espoirs. Il doit cependant arrêter la compétition en raison d'une hypertrophie cardiaque.
Dès 2008, il commence alors à entraîner le CC Étupes.
En 2005, il commence des études à l'Université Sports de Besançon dans le domaine de l'entraînement, management et ingénierie du sport. Dès 2012, grâce à une convention CIFRE avec l'équipe FDJ et à son directeur de recherche et mentor, Frédéric Grappe, également entraîneur de l'équipe FDJ depuis 2000, il entre dans l'encadrement de cette équipe en tant qu'entraîneur. Il travaille alors sur un projet d’ingénierie qui fait l’objet de sa thèse : « Étude de la puissance mécanique comme variable d’amélioration de la performance en cyclisme à travers l’interface homme-machine »
Il officie comme entraineur depuis 2012 au sein de l'équipe cycliste FDJ. Il a aussi été l'entraîneur personnel de Warren Barguil et Kenny Elissonde.

### Reconversion
En septembre 2021, il intègre la 12ème promotion 2021-2023 du DU Manager Général du CDES de Limoges.

## Famille
Son frère Thibaut, qu'il entraîne, est coureur cycliste au sein de l'équipe FDJ. Il a notamment remporté le Tour de Lombardie 2018, des étapes sur les trois grands tours et a terminé troisième et meilleur jeune du Tour de France 2014. Leur père, Régis, est le maire de la commune de Mélisey (Haute-Saône).

## Palmarès
- 2005
  - 3e du Tour de la Vallée de la Trambouze
- 2006
  - Grand Prix de Foissiat
  - Grand Prix du Canton de Gleizé